# Етноорнітологія
Етноорнітологія (також етно-орнітологія) — наука про взаємини між людьми та птахами (від « етно-», що стосується людей і культури, і «орнітологія» — наука про птахів). Це розділ етнозоології, а отже, більш широкої галузі етнобіології. Етноорнітологія є міждисциплінарним предметом і поєднує антропологічні, когнітивні та лінгвістичні перспективи з природничими науковими підходами до опису використання птахів та тлумаченням знань людей про них. Подібно до етнонауки та інших споріднених термінів, «етноорнітологія» іноді використовується вузько для позначення практики людей, а не вивчення цієї практики. Більш широка увага зосереджена на тому, як птахів сприймають, використовують і керують у людському суспільстві, включаючи їх використання в їжу, ліки та особисту прикрасу, а також використання їх у ворожінні та ритуалах. Прикладні етноорнітологічні дослідження стають дедалі важливішими для розвитку природоохоронних ініціатив, допомагаючи враховувати традиційні знання про птахів у зусиллях щодо їх збереження.

## Історія етноорнітології
Робота Ральфа Булмера в Новій Гвінеї, кульмінацією якої стала його співпраця з Яном Семом Меджнепом у написанні «Птахів моєї країни Калам » (1977), встановила новий стандарт для етноорнітологічних досліджень, і ця книга заслужено стала класикою сучасної етноорнітології.

## Етноорнітологія та охорона природи
Як і інші галузі етнозоології, етноорнітологія довгий час недооцінювалася як ресурс для збереження, хоча зараз це починає змінюватися. «Сім імен дзвоника» Марка Бонти (2003), в якому підкреслюється важливість місцевих традицій і звичаїв, пов’язаних із птахами, для майбутнього збереження біорізноманіття в Гондурасі, а також «Мультиетнічний путівник із птахів субантарктичних лісів Південної Америки » Рікардо Роцці (2003), яка зосереджена на інтеграції традиційних орнітологічних знань і екологічної етики в південному Чилі, є гарними прикладами цієї тенденції. Сома (2015) зазначив, що етноорнітологічні знання сокольників сприяють збереженню місцевої орнітофауни (особливо зосереджуючись на казахських майстрах-орлах). Це усвідомлення є основою для заснування Всесвітнього архіву етноорнітології (EWA), спільного проекту між Оксфордським університетом (що поєднує кафедру зоології та школу антропології та музейної етнографії) та BirdLife International .

## Професійні асоціації
Товариство етнобіології, яке публікує Журнал етнобіології, є загальним форумом для етнобіологічних, включаючи етноорнтологічні дослідження. У січні 2006 року було створено Дослідницьку та дослідницьку групу етноорнітології (ERSG), «щоб забезпечити центр обміну даними, джерело інформації та місце для дискусій для людей, зацікавлених у вивченні, дослідженні та застосуванні знань місцевих птахів».

## Зовнішні посилання
- Науково-дослідна група етноорнітології (ESRG)
- Товариство етнобіолог
- Польові нотатки з етноорнітології в Кенії
- Інтерв’ю чилійського поета Крістіана Варнкена з пташиною людиною мапуче Лоренцо Айлапаном та захисником біокультури та філософом Рікардо Роззі
- «Птах – рідний ліс» чилійського режисера Олафа Пени з пташиною людиною мапуче Лоренцо Айлапаном та захисником біокультури та філософом Рікардо Роззі